# Mimela rubrivirgata
Mimela rubrivirgata är en skalbaggsart som beskrevs av Lin 1990. Mimela rubrivirgata ingår i släktet Mimela och familjen Rutelidae. Inga underarter finns listade i Catalogue of Life.